# Terzan 10
Terzan 10 (Ter 10) – gromada kulista znajdująca się w odległości około 18,9 tys. lat świetlnych od Ziemi w kierunku konstelacji Strzelca. Została odkryta w 1971 roku przez Agopa Terzana.
Terzan 10 znajduje się 7500 lat świetlnych od jądra Drogi Mlecznej.